# Pardubice Stallions
I Pardubice Stallions sono una squadra di football americano di Pardubice, nella Repubblica Ceca; fondati nel 2002, hanno vinto 3 titoli di secondo livello.

## Dettaglio stagioni

### Tornei nazionali

#### Tackle

##### Prima squadra

###### ČLAF A/ČLAF
| Stagione | regular season | regular season | regular season | regular season | regular season | regular season | playoff | playoff | playoff | playoff | playoff | playoff    | playoff               |
|          | Vin            | Par            | Per            | Tot            | PF             | PS             | Vin     | Per     | Tot     | PF      | PS      | risultato  | avversaria            |
| -------- | -------------- | -------------- | -------------- | -------------- | -------------- | -------------- | ------- | ------- | ------- | ------- | ------- | ---------- | --------------------- |
| 2004     | 1              | 0              | 7              | 8              | 47             | 474            | -       | -       | -       | -       | -       | -          | -                     |
| 2005     | 1              | 0              | 7              | 8              | 23             | 224            | -       | -       | -       | -       | -       | -          | -                     |
| 2012     | 4              | 0              | 2              | 6              | 122            | 78             | -       | -       | -       | -       | -       | -          | -                     |
| 2013     | 3              | 0              | 3              | 6              | 124            | 58             | -       | -       | -       | -       | -       | -          | -                     |
| 2014     | 0              | 0              | 8              | 8              | 60             | 289            | -       | -       | -       | -       | -       | -          | -                     |
| 2016     | 5              | 0              | 5              | 10             | 257            | 224            | -       | -       | -       | -       | -       | -          | -                     |
| 2017     | 5              | 0              | 5              | 10             | 349            | 296            | 0       | 1       | 1       | 19      | 40      | Semifinale | Prague Black Panthers |
| 2018     | 4              | 0              | 6              | 10             | 206            | 275            | -       | -       | -       | -       | -       | -          | -                     |
| 2019     | 5              | 0              | 5              | 10             | 347            | 302            | 0       | 1       | 1       | 15      | 35      | Semifinale | Ostrava Steelers      |
| Totale   | 28             | 0              | 48             | 76             | 1535           | 2220           | 0       | 2       | 2       | 34      | 75      |            |                       |

Fonti: Enciclopedia del Football - A cura di Roberto Mezzetti

###### ČLAF B/Divize II
| Stagione | regular season | regular season | regular season | regular season | regular season | regular season | playoff | playoff | playoff | playoff | playoff | playoff   | playoff          |
|          | Vin            | Par            | Per            | Tot            | PF             | PS             | Vin     | Per     | Tot     | PF      | PS      | risultato | avversaria       |
| -------- | -------------- | -------------- | -------------- | -------------- | -------------- | -------------- | ------- | ------- | ------- | ------- | ------- | --------- | ---------------- |
| 2006     | 0              | 0              | 4              | 4              | 7              | 103            | -       | -       | -       | -       | -       | -         | -                |
| 2007     | 0              | 0              | 6              | 6              | 0              | 207            | -       | -       | -       | -       | -       | -         | -                |
| 2008     | 0              | 0              | 6              | 6              | 16             | 207            | -       | -       | -       | -       | -       | -         | -                |
| 2010     | 2              | 0              | 1              | 3              | 118            | 57             | 2       | 0       | 2       | 119     | 25      | Campioni  | Šumperk Dietos   |
| 2011     | 5              | 0              | 1              | 6              | 191            | 135            | 1       | 0       | 1       | 67      | 42      | Campioni  | Příbram Bobcats  |
| 2015     | 7              | 0              | 1              | 8              | 283            | 84             | 1       | 0       | 1       | 42      | 7       | Campioni  | Ostrava Steelers |
| Totale   | 14             | 0              | 19             | 33             | 615            | 793            | 4       | 0       | 4       | 228     | 74      |           |                  |

Fonti: Enciclopedia del Football - A cura di Roberto Mezzetti

###### Č3LAF
| Stagione | regular season | regular season | regular season | regular season | regular season | regular season | playoff | playoff | playoff | playoff | playoff | playoff   | playoff    |
|          | Vin            | Par            | Per            | Tot            | PF             | PS             | Vin     | Per     | Tot     | PF      | PS      | risultato | avversaria |
| -------- | -------------- | -------------- | -------------- | -------------- | -------------- | -------------- | ------- | ------- | ------- | ------- | ------- | --------- | ---------- |
| 2016     | 5              | 0              | 1              | 6              | 145            | 76             | -       | -       | -       | -       | -       | [ 2 ]     | -          |
| Totale   | 5              | 0              | 1              | 6              | 145            | 76             | -       | -       | -       | -       | -       |           |            |

Fonti: Enciclopedia del Football - A cura di Roberto Mezzetti

##### Giovanili

###### ČJLAF/Juniorský pohár
| Stagione | regular season | regular season | regular season | regular season | regular season | regular season | playoff | playoff | playoff | playoff | playoff | playoff   | playoff               |
|          | Vin            | Par            | Per            | Tot            | PF             | PS             | Vin     | Per     | Tot     | PF      | PS      | risultato | avversaria            |
| -------- | -------------- | -------------- | -------------- | -------------- | -------------- | -------------- | ------- | ------- | ------- | ------- | ------- | --------- | --------------------- |
| 2003     | 0              | 0              | 4              | 4              | 36             | 112            | -       | -       | -       | -       | -       | -         | -                     |
| 2005     | 0              | 0              | 4              | 4              | 25             | 127            | -       | -       | -       | -       | -       | -         | -                     |
| 2014     | 0              | 0              | 4              | 4              | 17             | 124            | -       | -       | -       | -       | -       | -         | -                     |
| 2015     | 3              | 0              | 1              | 4              | 95             | 52             | 1       | 1       | 2       | 32      | 44      | Finale    | Prague Lions          |
| 2016     | 4              | 0              | 2              | 6              | 134            | 77             | 1       | 0       | 1       | 10      | 0       | Campioni  | Prague Black Panthers |
| 2017     | 0              | 0              | 4              | 4              | 38             | 124            | -       | -       | -       | -       | -       | -         | -                     |
| 2018     | 1              | 0              | 4              | 5              | 87             | 138            | -       | -       | -       | -       | -       | -         | -                     |
| Totale   | 8              | 0              | 23             | 31             | 432            | 754            | 2       | 1       | 3       | 42      | 44      |           |                       |

Fonti: Enciclopedia del Football - A cura di Roberto Mezzetti

#### Flag

##### Giovanili

###### Flagová liga U15
| Stagione | regular season | regular season | regular season | regular season | regular season | regular season | playoff | playoff | playoff | playoff | playoff | playoff   | playoff    |
|          | Vin            | Par            | Per            | Tot            | PF             | PS             | Vin     | Per     | Tot     | PF      | PS      | risultato | avversaria |
| -------- | -------------- | -------------- | -------------- | -------------- | -------------- | -------------- | ------- | ------- | ------- | ------- | ------- | --------- | ---------- |
| 2016     | 3              | 0              | 27             | 30             | 209            | 845            | -       | -       | -       | -       | -       | -         | -          |
| 2017     | 0              | 0              | 16             | 16             | 137            | 632            | -       | -       | -       | -       | -       | -         | -          |
| Totale   | 3              | 0              | 43             | 46             | 346            | 1477           | -       | -       | -       | -       | -       |           |            |

Fonti: Enciclopedia del Football - A cura di Roberto Mezzetti

## Palmarès
- 3 Silverbowl (2010, 2011, 2015)
- 1 Junior Bowl (2016)